# Манаселска река
Манасѐлска река̀ е село в Западна България, община Правец, Софийска област.

## География
Село Манаселска река се намира в планински район – рида Драгойца в Западния Предбалкан.
През селото протича едноименната Манаселска река, която е приток на река Малки Искър.
На около 7 км югоизточно минава автомагистралата „Хемус“. От километър „67“ на магистралата се достига до Манаселска река по отбиващия се път към село Джурово, през село Видраре, на около 8 км след последното.
Населението на село Манаселска река, наброявало 1019 души при преброяването към 1934 г. и намаляло до 86 към 1985 г., след присъединяването през 1906 г. на 6 махали и колиби наброява 242 души към 1992 г. и плавно намалява до 96 (по текущата демографска статистика за населението) към 2020 г.
При преброяването на населението към 1 февруари 2011 г., от обща численост 132 лица, за 94 лица е посочена принадлежност към „българска“ етническа група и за 38 – към „ромска“.
До 4 април 1986 г. Манаселска река е махала. С обнародвания в ДВ, бр. 27 от 4 април 1986 г.
Указ 970 на Държавния съвет на НРБ от 26 март 1986 г. към нея са присъединени намиращите се в тогавашните община Правец, Софийски окръг колиби Смолевица и махали Буджов дол, Гола могила, Драгоица, Дръндарска и Череша, а дотогавашната махала Манаселска река получава статута на село.

## Редовни събития
По традиция, на 28 август – Голяма Богородица, в село Манаселска река, в местността „Гумнище“, се провежда оброк .